# بخش نوشاتل
بخش نوشتل یکی از بخشهای کانتون نوشتل  در کشور سوئیس است.